# Rudolf Horn (Biathlet)
Rudolf Horn (* 8. Februar 1954 in Rottenmann) ist ein ehemaliger österreichischer Skilangläufer und Biathlet.

## Werdegang
Horn, der für den PSV Graz startete, begann seine Karriere als Skilangläufer und belegte bei den Junioren-Skieuropameisterschaften 1973 in Kawgolowo den 50. Platz über 15 km und den 14. Rang mit der Staffel und bei den Junioren-Skieuropameisterschaften 1974 in Autrans den 41. Platz über 15 km und den 12. Rang mit der Staffel. Bei den Olympischen Winterspielen im Februar 1976 in Innsbruck lief er auf den 42. Platz über 15 km und auf den achten Rang zusammen mit Reinhold Feichter, Werner Vogel und Herbert Wachter in der Staffel. Zwei Jahre später kam er bei den Nordischen Skiweltmeisterschaften in Lahti auf den 47. Platz über 15 km, auf den 40. Rang über 30 km und zusammen mit Josef Vogel, Werner Vogel und Peter Juric auf den 12. Platz in der Staffel. 
Nach der Saison 1977/78 wechselte Horn zum Biathlon und holte im Januar 1979 im Sprint in Jáchymov seinen einzigen Weltcupsieg. Bei den Biathlon-Weltmeisterschaften 1979 in Ruhpolding kam er auf den 20. Platz im Einzel, auf den 13. Rang im Sprint und auf den sechsten Platz zusammen mit Franz-Josef Weber, Josef Koll und Alfred Eder in der Staffel. In der Saison 1979/80 erreichte er mit dem sechsten Platz im Gesamtweltcup sein bestes Gesamtergebnis. Beim Saisonhöhepunkt, den Olympischen Winterspielen 1980 in Lake Placid belegte er den 28. Platz im Sprint, den 26. Rang im Einzel und den sechsten Platz zusammen mit Franz-Josef Weber, Josef Koll und Alfred Eder in der Staffel. In den folgenden Jahren lief er bei den Biathlon-Weltmeisterschaften 1981 in Lahti auf den 46. Platz im Sprint und zusammen mit Franz-Josef Weber, Siegfried Dockner und Alfred Eder auf den zehnten Rang mit der Staffel, bei den Biathlon-Weltmeisterschaften 1982 in Minsk jeweils auf den 34. Platz im Sprint und im Einzel und zusammen mit Franz-Josef Weber, Sigfried Dockner und Alfred Eder auf den neunten Rang in der Staffel und bei den Biathlon-Weltmeisterschaften 1983 in Antholz auf den 26. Platz im Sprint, auf den 16. Rang im Einzel und zusammen mit Siegfried Dockner, Wolfgang Kogler und Alfred Eder auf den siebten Platz in der Staffel. In seiner letzten Saison 1983/84 errang er bei den Olympischen Winterspielen 1984 in Sarajevo jeweils den 36. Platz im Sprint und im Einzel und zusammen mit Walter Hörl, Franz Schuler und Alfred Eder den achten Platz in der Staffel.
Bei österreichischen Meisterschaften im Biathlon siegte er in den Jahren 1980 und 1982 im Sprint und im Jahr 1984 im Einzel. Zudem wurde er im Skilanglauf mehrfacher Meister mit der Steiermarker Skiverbandsstaffel.